# Лудвиг Фридрих фон Вид
Лудвиг Фридрих фон Вид (на немски: Ludwig Friedrich zu Wied; * 1 април 1656; † 1 ноември 1709, Нойвид) е от 1664 до 1691 г. граф на горното графство Вид (Вид-Рункел) и от 1679 до ок. 1690 г. на град Масов в Померания.

## Биография
Той е единствен син на граф Йохан Ернст фон Вид (1623 – 1664) и съпругата му графиня Хедвиг Елеонора фон Еверщайн-Наугард (1623 – 1679), дъщеря на граф Лудвиг Христоф фон Еверщайн-Наугард (1593 – 1663) и на Магдалена фон Фаренсбах († 1642). Внук е на граф Херман II фон Вид-Нойвид († 1631) и на графиня Юлиана Доротея Елизабет фон Золмс-Хоензолмс († 1649).
Лудвиг наследява от майка си град Масов в Померания. През 1691 г. той продава горното графството Вид-Рункел на чичо си по бащина линия Фридрих III.
Лудвиг Фридрих умира на 1 ноември 1709 г. в дворец Хартенфелс и е погребан в църквата към Алтвид. Собственостите му в Померания, наследени от майка му, отиват обратно на род Еверщайн.

## Фамилия
Първи брак: на 10 септември 1675 г. в Хахенбург с графиня Салома София Урсула фон Мандершайд-Бланкенхайм (* 1659; † 29 юни 1678), дъщеря на граф Салентин Ернст фон Мандершайд-Бланкенхайм (1630 – 1705) и първата му съпруга графиня Ернестина Салентина фон Зайн-Витгенщайн (1626 – 1661). Бракът е бездетен.
Втори брак: на 13 юни 1679 г. с графиня Доротея Амалия фон Насау-Идщайн (* 25 март 1661, Идщайн; † 1 август 1740, Гризхайм), дъщеря на граф Йохан фон Насау-Идщайн (1603 – 1677) и втората му съпруга графиня Анна фон Лайнинген-Дагсбург-Фалкенбург (1625 – 1668). Те нямат деца.